# Maurice Stokes
Maurice Stokes (Rankin, Pensilvania, 17 de junio de 1933 - Cincinnati, Ohio, 6 de abril de 1970) fue un jugador de baloncesto estadounidense que jugó 3 temporadas en la NBA y que tuvo que dejar su carrera prematuramente víctima de una enfermedad degenerativa.

## Trayectoria deportiva

### Universidad
Jugó durante 4 temporadas en la pequeña Universidad de Saint Francis, donde promedió unos espectaculares 23,3 puntos y 22,2 rebotes por partido, consiguiendo ser elegido All-American. En su última temporada fue elegido MVP del National Invitation Tournament tras anotar 43 puntos en la semifinal que perdieron ante Dayton por 79-73 en la prórroga.

### Profesional
Fue elegido en la segunda posición del Draft de la NBA de 1955 por Rochester Royals, siendo elegido en su primera temporada Rookie del Año tras promediar 16,8 puntos y 16,3 rebotes por partido, acabando en primer lugar de la lista de reboteadores de la liga. En la siguiente temporada estableció un récord de la NBA al conseguir 1.256 rebotes (17,4 por partido).

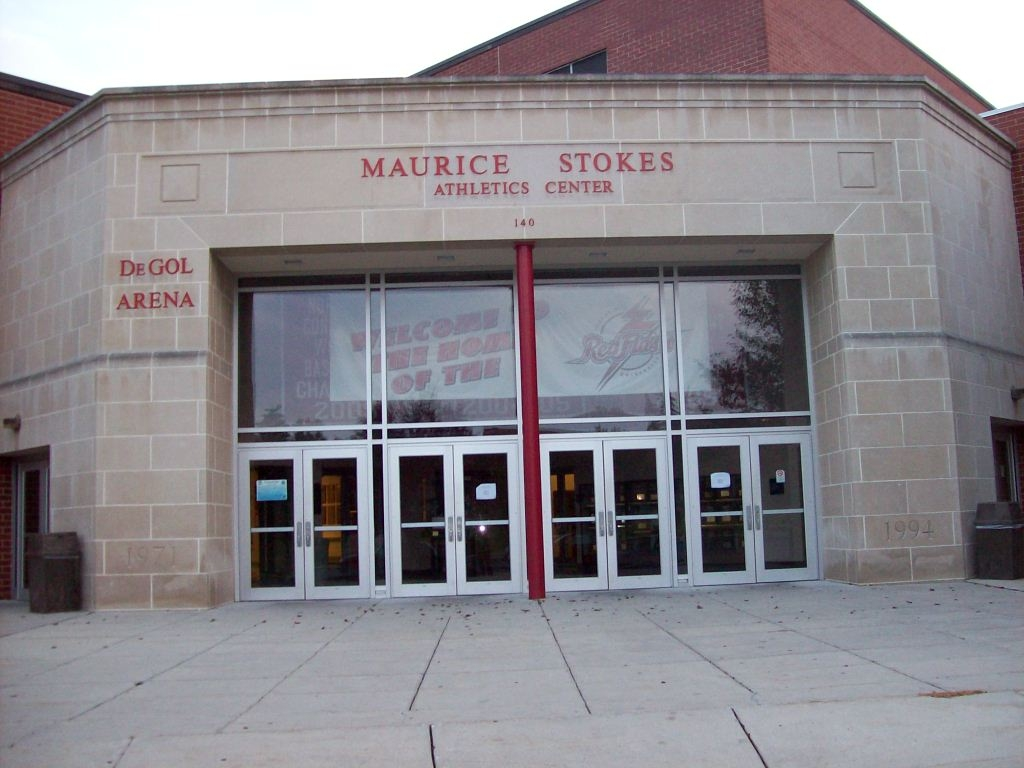
Stokes Athletic Center, en la Universidad St. Francis, construido en su honor.

Los Royals se trasladaron a Cincinnati en la temporada 1957-58 y en el último partido de la fase regular, el 12 de marzo de 1958, celebrado en Minneapolis contra los Lakers tuvo lugar el trágico accidente que marcó su devenir, tras saltar a canasta, Stokes cayó de forma violenta al parqué golpeándose en la cabeza, quedando inconsciente. Pasados unos interminables minutos recobró el conocimiento y, aparentemente sin consecuencias, volvió al partido. Tres días más tarde su equipo regresaba de jugar contra Detroit y en el vuelo de vuelta se sintió mal. Al aterrizar el avión fue trasladado al hospital más cercano y de allí al Hospital de Cincinnati donde entró en coma. Los médicos le diagnosticaron encefalitis debido al golpe sufrido, pero finalmente fue una encefalopatía con daños irreversibles en su cerebro que afectaron a su lenguaje y a su sistema motor.
Su carrera deportiva terminó de repente, y su situación personal, sin poder afrontar los gastos médicos que acarrearon la lesión se venía abajo, pero gracias a su amigo y compañero de equipo Jack Twyman todo cambió. Se convirtió en su protector y en su representante legal, gestionó sus seguros médicos e incluso organizó un torneo de exhibición para recaudar fondos, que acabó convirtiéndose en un clásico anual. En su primera edición recaudó 100.000 dólares.
Falleció en 1970, con tan solo 36 años, víctima de un ataque al corazón. Por deseo propio fue enterrado en el cementerio de los frailes franciscanos en el campus de San Francisco en Loretto, Condado de Cambria, en su natal Pensilvania. Su historia fue llevada al cine, en la película "Maurie", en el año 1973. En la temporada 2012-13 de la NBA se creó el galardón Twyman–Stokes Teammate of the Year Award, que premia al jugador que hubiera hecho méritos como mejor compañero del año.

## Estadísticas de su carrera en la NBA
|  | Líder de la liga |

### Temporada regular
| Año      | Equipo     | PJ  | MPP  | TC%  | TL%  | RPP   | APP | PPP  |
| -------- | ---------- | --- | ---- | ---- | ---- | ----- | --- | ---- |
| 1955–56  | Rochester  | 67  | 34.7 | .354 | .714 | 16.3* | 4.7 | 16.8 |
| 1956–57  | Rochester  | 72  | 38.3 | .347 | .665 | 17.4  | 4.6 | 15.6 |
| 1957–58  | Cincinnati | 63  | 39.0 | .351 | .715 | 18.1  | 6.4 | 16.9 |
| Total    | Total      | 202 | 37.3 | .351 | .698 | 17.3  | 5.3 | 16.4 |
| All-Star | All-Star   | 3   | 29.0 | .349 | .600 | 14.0  | 4.0 | 13.0 |

### Playoffs
| Año   | Equipo     | PJ | MPP  | TC%  | TL%  | RPP  | APP | PPP  |
| ----- | ---------- | -- | ---- | ---- | ---- | ---- | --- | ---- |
| 1958  | Cincinnati | 1  | 39.0 | .250 | .857 | 15.0 | 2.0 | 12.0 |
| Total | Total      | 1  | 39.0 | .250 | .857 | 15.0 | 2.0 | 12.0 |